# Łodzia
Łodzia est un blason polonais. Il était utilisé par plusieurs familles nobles (szlachta) au Royaume de Pologne.

## Familles
Babolicki, Babonaubek, Bandlewski, Baranowski, Barański, Baszkowski, Baubonalik, Baubonaubek, Będlewski, Bieczyński, Bieniecki, Biliński-Taras, Billewicz, de Bnin Bniński, Bobiatyński, Bobolecki, Bolewski, Borzychowski, Borzykowski, Borzyskowski, Brocki, Brodnicki, Brodzki, Byliński, Chrząstowski, Chwiłowicz, Czarnecki, Czarniecki, Czerwiakowski, Czołczyński, Dachowski, Dobratycki, Florkowski, Glasser, Głembocki, Gorayski, Gowarzewski, de Górka, Górski, Gurski, Herman, Iłowiecki, Iwanowski, Iwiński, Jałowiecki, Katlewski, Ketnarski, Kicharski, Klimenko, Klukowski, Kłodzianowski, Kobyliński, Kokorzyński, Komornicki, Konarzewski, Kopaszewski, Korytowski, Kossowski, Kotek, Kotka, Kreczkowski, Krzecki, Krzeczkowski, Krzeszyński, Krzęcki, Księski, Kukuła, Kunowski, Kunratowski, Kurnatowski, Lachowicki, Lachowicz, Lachowski, Lebecki, Lebiedzki, Ledziński, Ludomski, Ludowicz, Łabęcki, Łodzia, Łotocki, Łódzki, Łutkiewicz, Michalski, Miczucha, Mienych, Moszczeński, Moszczyński, Moszyński, Mościński, Mulinowicz, Muszyński, Naramowski, Nieziołyński, Niziołyński, Nojewski, Opaleński, de Bnin Opaliński (de Opalenica), Ordęga, Osipowicz, Osipowski, Osypowski, Oszypowski, Ożepowski, Pęperzyński, Podwodowski, Pokorszyński, Pokorzyński, Pokoszyński, Poniński, Powilewicz, Powodowski, Przekora, Puzyk, Rabieński, Rabiński, Radzewski, Rąbiński, Reczyczanin, Rogaliński, Rostkiewicz, Rostkowicz, Roszkiewicz, Roszkowski, Sabkowski, Sapkowski, Sierosławski, Słabiej, Słabkowski, Słapkowski, Służowski, Smogorzewski, Stabkowski, Starczynowski, Starkowiecki, Starkowski, Starowolski, Sulkowski, Sułkowski, Szkałowski, Szmigielski, Szołdrski, Śmigielski, Świerczewski, Taczalski, Tłocki, Tłoski, Tomicki, Trocki, Tumicki, Węgierski, Wojszek, Wyganowski, Zabiński, Zdziechowski, Zdzychowski, Zgórski, Zgurski, Żabiński, Żyrowiecki, Żytowiecki